# Иконниково (Вашкинский район)
Иконниково — деревня в Вашкинском районе Вологодской области.
Входит в состав Роксомского сельского поселения, с точки зрения административно-территориального деления — в Роксомский сельсовет.
Расстояние по автодороге до районного центра Липина Бора — 16 км, до центра муниципального образования деревни Парфеново — 10 км. Ближайшие населённые пункты — Весёлая, Вьюшино, Колосово.
По переписи 2002 года население — 6 человек.